# Rosa la rose, fille publique
Pour plus de détails, voir Fiche technique et Distribution.
Rosa la rose, fille publique est un film français de Paul Vecchiali, sorti en 1986.

## Synopsis
Rosa est une prostituée. Rosa est la belle des Halles. Les hommes se bousculent pour une passe avec elle. Rosa est saine, éclatante. Elle ne refuse aucun fantasme. Rien ne lui paraît sale. Aujourd'hui Rosa a 20 ans. Gilbert, son souteneur, a organisé un banquet. C'est alors que surgit Julien, un jeune ouvrier. Le coup de foudre est réciproque. Mais la loi du Milieu va peser sur cet amour inattendu.

## Fiche technique
- Titre : Rosa la rose, fille publique
- Réalisation, scénario et montage : Paul Vecchiali
- Image : Georges Strouvé et Renato Berta
- Son : Jean-François Chevalier et Francis Bonfanti
- Mixage : Antoine Bonfanti
- Production : Diagonale
- Musique : Roland Vincent
- Date de sortie : 2 mars 1986
- Pays de production : France
- Format : Couleur
- Genre : drame
- Durée : 92 minutes

## Distribution
- Marianne Basler : Rosa
- Jean Sorel : Gilbert
- Pierre Cosso: Julien
- Laurent Lévy : Laurent
- Catherine Lachens : « Quarante »
- Evelyne Buyle : « Trente-cinq »
- Pierre Oudrey : Paulo
- Heinz Schwarzinger : le mataf
- Régine Benedetti : Yvette
- Jean-Louis Rolland : Pierrot
- Jean Bollery : Dédé
- Pascal Guiomar : le serveur
- René Joly : l'accordéonniste
- Stéphane Jobert : Jules
- Daniel Briquet : le légionnaire
- Michel Valette : l'homme bonheur
- Jacques Nolot : Alex
- Noël Simsolo : Jeannot
- Pierre Villaret et Mathieu Rivolier : les hommes
- Claude Hernin-Hilbaut : l'infirmière
- Louis-Michel Colla : le patron du café
- Patrick Fierry : un client
- Marie-Claude Treilhou : « France Profonde »

## Analyse de Paul Vecchiali
« J'ai écrit mon film en huit heures. D'un trait. Je l'avais rêvé. J'avais tout rêvé. C'est venu comme ça en une nuit. C'était lumineux et clair.
Rosa m'a demandé un gros effort sur moi-même parce que c'est un mélodrame à la fois plus romantique et plus froid que Corps à cœur. Il y a ici un plus grand contrôle parce qu'on y a tous les éléments de la tragédie : unité de temps, de lieu, d'action. Surtout le malentendu.
Il y a une contradiction entre l'imagerie du milieu et mon personnage. Elle ignore ce que le film fait autour d'elle : elle est complètement enveloppée dans une fiction qui la contredit point par point. Les gens l'aiment, ont envie qu'elle soit heureuse, et elle croit, elle, à l'imagerie du milieu : on ne peut pas quitter son souteneur, ni fuir le trottoir.
Donc elle s'invente une peur terrible. En fait, rien de tout ce qu'elle imagine n'est vrai mais elle s'en rendra compte trop tard. »